# Baardkoekoek
De baardkoekoek (Microdynamis parva) is een vogel uit de familie Cuculidae (koekoeken).

## Verspreiding en leefgebied
Deze soort is endemisch in Nieuw-Guinea en telt twee ondersoorten:
- M. p. grisescens: het noordelijke deel van Centraal-en noordoostelijk Nieuw-Guinea.
- M. p. parva: zuidelijk Nieuw-Guinea en de D'Entrecasteaux-eilanden.